# Mistrzostwa Afryki w Piłce Ręcznej Kobiet 1989
Mistrzostwa Afryki w piłce ręcznej kobiet 1989 – ósme mistrzostwa Afryki w piłce ręcznej kobiet, oficjalny międzynarodowy turniej piłki ręcznej o randze mistrzostw kontynentu organizowany przez CAHB mający na celu wyłonienie najlepszej żeńskiej reprezentacji narodowej w Afryce, który odbył się w Algierii w 1989 roku. Tytułu zdobytego w 1987 roku broniła reprezentacja Wybrzeża Kości Słoniowej.
Zwyciężczynie turnieju – reprezentantki Angoli – jako jedyne awansowały na MŚ 1990.

## Klasyfikacja końcowa
| Miejsce | Reprezentacja            | Uwagi          |
| ------- | ------------------------ | -------------- |
| złoto   | Angola                   | awans: MŚ 1990 |
| srebro  | Wybrzeże Kości Słoniowej | -              |
| brąz    | Kongo                    | -              |
| 4       | Algieria                 | -              |
| 5       | Egipt                    | -              |
| 6       | Tunezja                  | -              |